# Ventimila leghe sotto i mari (film 1916)
Ventimila leghe sotto i mari (20,000 Leagues Under the Sea) è un film muto del 1916, diretto e sceneggiato da Stuart Paton.
È il primo lungometraggio tratto dal romanzo omonimo del 1870 scritto da Jules Verne (in precedenza vi erano stati due cortometraggi: nel 1905 20,000 Leagues Under the Sea di Wallace McCutcheon e, nel 1907, Ventimila leghe sotto i mari di Georges Méliès).
Nel 2016 venne scelto per la conservazione nel National Film Registry della Biblioteca del Congresso degli Stati Uniti.

## Trama
Il Capitano Nemo, a bordo di un sottomarino chiamato Nautilus, si accinge ad esplorare i fondali marini. Lo accompagnano il suo fedele equipaggio e alcuni giovani avventurieri. Insieme scopriranno l'esistenza di creature leggendarie quali coloratissimi cavallucci marini, pesci bizzarri e infine la mostruosa potenza del calamaro gigante chiamato "Kraken".

## Produzione
Prodotto dall'Universal Film Manufacturing Company e dalla Williamson Submarine Film Corporation, il film costò 200.000 dollari.
Il film fu girato alle Bahamas, alla New Providence Island; nel New Jersey, a Leonia e negli studi dell'Universal (al 100 Universal City Plaza di Universal City).

### Fotografia
Il film è stato molto apprezzato per il lavoro svolto dai cineoperatori George M. Williamson e J. Ernest Williamson sulla fotografia subacquea. La teoria dei Williamson era quella di non svolgere riprese sott'acqua immergendo le cineprese, poiché questo avrebbe rallentato i tempi di lavorazione e arrecato problemi riguardo alla sicurezza; arriva quindi l'idea ingegnosa di attaccare un apparecchio fotografico dentro un sistema tubolare impermeabile e resistente alla pressione subacquea, così da poter effettivamente svolgere riprese subacquee senza il bisogno di usare le pesanti cineprese.

## Distribuzione
Distribuito dall'Universal Film Manufacturing Company, il film uscì nelle sale statunitensi il 24 dicembre 1916.
Il film fu riversato in DVD e distribuito nel 1999 dalla Image Entertainment.
Nel settembre 2009 è stato proiettato al Toronto International Film Festival.
La pellicola è entrata nel pubblico dominio negli Stati Uniti.

### Date di uscita
- Stati Uniti, 24 dicembre 1916 (sale cinematografiche)
- Stati Uniti, 26 gennaio 1999 (edizione in DVD per l'home video)
- Canada, settembre 2009 (Toronto International Film Festival)

### Titoli alternativi
- 20 000 Lieues sous les mers - Francia (titolo DVD)
- Húszezer mérföld a tenger alatt - Ungheria
- Twenty Thousand Leagues Under the Sea - Stati Uniti (compitazione alternativa)
- 20.000 Léguas Submarinas - Brasile
- En Verdensomsejling under Havet - Danimarca
- 20.000 milja pod morem - Serbia
- Двадцать тысяч лье под водой - Russia